# Batalla de las islas Berlengas
La batalla de las islas Berlengas fue un combate naval que tuvo lugar frente a la costa de Portugal el 15 de julio de 1591, durante la guerra entre Isabel I de Inglaterra y Felipe II de España (1585–1604). Se enfrentó un escuadrón corsario inglés bajo mando de George Clifford, conde de Cumberland, que se había labrado una gran fortuna con el corso, con un escuadrón de cinco galeras españolas dirigidas por Francisco Coloma y que estaban precisamente patrullando las costas portuguesas para luchar contra los corsarios. Mientras estaban fondeados en las Berlengas, los barcos ingleses fueron sorprendidos por los españoles, que capturaron uno de los navíos británicos y recuperaron mercancías robadas. 

## Expedición
Tras haber realizado expediciones por las costas españolas en 1587, 1588 y 1589, en la primavera de 1591 el conde Cumberland navegó hasta el cabo de San Vicente en una nueva campaña corsaria con un navío real, el galeón de seiscientas toneladas Garland, además de cuatro barcos propios, el Sampson de 260 toneladas, el Golden Noble, el Allegarta y la pequeña pinaza Discovery. Sir William Monson, que llegaría a ser almirante de la Marina Real Británica, era su segundo al mando. Frente a la costa española asaltaron un par de veleros neerlandeses que venían de Lisboa con un cargamento de especias. Aunque la república holandesa era aliada de Inglaterra en contra de España, los barcos capturados por los corsarios ingleses tenían cargamento y tripulantes portugueses.
Los ingleses se hicieron con más piezas: un barco cargado de vino y dos con azúcar, que fueron enviados a Inglaterra. Uno de ellos tenía una fuga de agua en el casco y tuvo que ser desechado después de dejar a sus tripulantes en la costa. Los otros dos navíos se toparon con vientos contrarios y, escasos de provisiones, se vieron obligados a recalar en el puerto de La Coruña, donde fueron inmediatamente apresados. Mientras tanto, el escuadrón corsario inglés navegó hasta las islas Berlengas, un pequeño archipiélago frente a la costa de la localidad portuguesa de Peniche. Allí, el conde de Cumberland ordenó a Monson que escoltara el cargamento robado a los barcos neerlandeses hasta Inglaterra con el capitán Peter Baily del Golden Noble. Sin embargo, durante la noche el galeón Garland de Cumberland y el resto de sus unidades se distanciaron de Monson y de las naves capturadas.

## Batalla
El Golden Noble fue descubierto por un escuadrón de cinco galeras españolas dirigidas por Francisco Coloma, general de la Armada de Guarda Costa. El archiduque Alberto de Austria, virrey de Portugal, supo de la presencia de los corsarios ingleses en aguas portuguesas y envió al escuadrón de Coloma a que patrullara la costa del Algarve hasta el cabo de San Vicente para unirse luego a los galeones de Alonso de Bazán. Aprovechando un mar calmado, las galeras españolas de remeros tomaron por sorpresa a los ingleses y tras una sangrienta lucha se hicieron con sus barcos. El capitán Peter Baily y varios oficiales resultaron muertos en el enfrentamiento. Coloma capturó el Golden Noble, de catorce cañones y con capacidad para 150 soldados, y recuperó la mercancía de los veleros neerlandeses. Los españoles tan solo sufrieron dos muertos en la operación. Cumberland oyó los disparos de la artillería de Monson desde la distancia, pero no pudo acudir en su ayuda por culpa de vientos contrarios.

## Repercusiones
Tras el combate, Cumberland escribió al archiduque Alberto pidiéndole que se tratara de forma humana a los prisioneros ingleses si no quería que tomara severas represalias hacia los españoles. Monson, que estaba entre los prisioneros, fue trasladado a Portugal y encarcelado durante dos años en Cascais y Lisboa junto a otros seis oficiales. A los marineros y soldados ingleses se les entregaron ropas nuevas y fueron liberados. Monson estuvo varios meses remando como galeote en la galera de Leiva junto a otros cien prisioneros británicos. Dos semanas después de la batalla en las Berlengas, una escuadra naval mucho mayor bajo mando de Lord Thomas Howard que había sido enviada a las Azores para intentar capturar la Flota del Tesoro Español procedente de América, fue puesto en fuga en la batalla de Flores, donde el galeón inglés Revenge cayó en manos españolas y luego se hundió en una tormenta.